# Seine-Saint-Denis
Seine-Saint Denis (oznaka 93) je francoski departma, del severovzhodnega predmestja Pariza, imenovan po reki Seni, ki teče skozenj. Nahaja se v regiji Île-de-France.

## Zgodovina
Departma je bil ustanovljen 1. januarja 1968 iz severovzhodnega dela nekdanjega departmaja Seine in majhnega dela departmaja Seine-et-Oise.

## Geografija
Seine-Saint-Denis leži v severovzhodnem predelu Pariza. S površino 236 km² je eden najmanjših francoskih departmajev. Z ostalima manjšima departmajema, Hauts-de-Seine in Val-de-Marne oblikuje venec okoli središča glavnega mesta Francije. Na vzhodu meji na Seine-et-Marne, na jugu na Val-de-Marne in Pariz, na zahodu na Hauts-de-Seine, na severu pa na Val-d'Oise.

## Upravna delitev
Seine-Saint-Denis sestavljajo 3 okrožja in 40 komun:
| Okrožje Saint-Denis | Okrožje Bobigny | Okrožje Le Raincy |
| --- | --- | --- |
| 1. Saint-Ouen 2. Aubervilliers 3. Saint-Denis 4. L'Île-Saint-Denis 5. Épinay-sur-Seine 6. Villetaneuse 7. Pierrefitte-sur-Seine 8. Stains 9. La Courneuve | 1. Dugny 2. Le Bourget 3. Drancy 4. Bobigny 5. Bondy 6. Les Pavillons-sous-Bois 7. Noisy-le-Sec 8. Romainville 9. Pantin 10. Le Pré-Saint-Gervais 11. Les Lilas 12. Bagnolet 13. Montreuil 14. Rosny-sous-Bois 15. Villemomble | 1. Neuilly-Plaisance 2. Neuilly-sur-Marne 3. Noisy-le-Grand 4. Gournay-sur-Marne 5. Gagny 6. Le Raincy 7. Clichy-sous-Bois 8. Montfermeil 9. Coubron 10. Vaujours 11. Livry-Gargan 12. Sevran 13. Aulnay-sous-Bois 14. Le Blanc-Mesnil 15. Villepinte 16. Tremblay-en-France |